# 王继德
王继德，台灣男性電競賽事主播，暱稱“记得（Remember）”，台灣台北人，毕业于國立台灣大學財金系，魔競娛樂共同創辦人，现LPL官方解说。英雄电竞（搞子文化）旗下艺人。

## 人物经历
毕业后，曾担任台湾闪电狼战队的战术分析师。後前往上海擔任電競解說員。
2018年1月2日，记得宣布辞去官方解说一职。1月12日，又宣布回归解说席。
2023年3月，微博发布视频宣布正式辞去官方解说。

## 经典语录
- S7全球总决赛半决赛，当时RNG与SKT的Bo5决胜局开始前：「也许有一天，我说也许，我们会对英雄联盟电子竞技失去了信心。因为韩国的宰治在今日为止都还在持续。但我觉得不是今天。」
- S7全球总决赛半决赛，RNG对阵SKT：「香锅快走；小狗倒了。」（哭腔）
- S8全球总决赛小组赛，RNG对阵C9：「解说不会打的团，RNG教你打！」
- S8全球总决赛半决赛，iG面对G2的时候，TheShy的杰斯完成了对Perkz刀妹的击杀后：「天不生Theshy，LPL上单万古如长夜。」
- S8全球总决赛半决赛中，当iG成功横扫G2：「翻过这座山，他们就会听到你们的故事！」[6]